# Sergio Fajardo
Pour les articles homonymes, voir Fajardo.
Sergio Fajardo Valderrama, né à Medellín le 19 juin 1956, est un mathématicien, journaliste et homme politique colombien, maire de sa ville natale de 2004 à 2007. Fajardo a été ensuite gouverneur de la province d’Antioquia de 2012 à 2015.

## Biographie
Sergio Fajardo Valderrama a obtenu la victoire, le 26 octobre 2003, avec le plus grand nombre de votes enregistrés dans l'histoire électorale de Medellín (208 111 votes). Il a exercé son mandat du 1er janvier 2004 au 31 décembre 2007. Son successeur est Alonso Salazar (es), un ancien membre de son cabinet.
Son mandat coïncide avec le début de la gentrification de Medellín. Souhaitant augmenter l'attractivité de la ville auprès des investisseurs étrangers, Fajardo a poursuivi une stratégie de développement néolibérale, promouvant la compétitivité et l'innovation entrepreneuriale.
Il a déclaré à plusieurs reprises que lors de sa première campagne pour la mairie de Medellín, les intentions de vote en sa faveur étaient proches de 0 % et qu'il fut tout de même élu grâce à son travail. Son projet Antioquia la Más Educada en français : « Medellín, la plus instruite », un projet urbain de développement qu'il a mené à bien durant son mandat, a été récompensé le 12 mars 2009 par le prix City to City Barcelona FAD, de l'organisme espagnol Fomento de las Artes y del Diseño.
Il entend représenter une « troisième voie » inspirée de l'ancien Premier ministre britannique Tony Blair visant à dépasser le clivage traditionnel gauche-droite. Certains de ses détracteurs lui reprochent de vouloir, sous couvert de « modération » et de « pragmatisme », perpétuer le système néolibéral colombien.
Fajardo est candidat à la vice-présidence de la Colombie pour les élections de 2010, avec Antanas Mockus pour l'Alliance verte. Second du premier tour avec 21,5 % des voix, celui-ci n'obtient que 27,5 % des suffrages exprimés au second, qui voit la victoire de Juan Manuel Santos.
Il se présente à l'élection présidentielle colombienne de 2018, avec Claudia López comme candidate à la vice-présidence. Il arrive en troisième position avec 23,8 % des voix au premier tour, et se voit en conséquence éliminé.
Il est accusé fin 2021 par la Cour suprême de graves irrégularités dans des contrats durant son mandat de gouverneur de Medellin et devrait comparaître en justice courant 2022.